# Kaiserin Auguste Viktoria (Schiff)
Die Kaiserin Auguste Viktoria war ein deutscher Schnelldampfer der HAPAG und bei ihrer Indienststellung das größte Schiff der Welt. In den 1920er Jahren fuhr sie als Empress of Scotland unter kanadischer Flagge.

## Geschichte
Das Dampfschiff lief am 29. August 1905 mit der Baunummer 264 auf der Vulcanwerft in Stettin vom Stapel. Statt, wie ursprünglich vorgesehen, Europa erhielt das Schiff den Namen Kaiserin Auguste Viktoria. Der Grund war die Anwesenheit des deutschen Kaiserpaares bei der Schiffstaufe, die von der Kaiserin selbst durchgeführt wurde.
Am 10. Mai 1906 lief das Schiff von Hamburg zu seiner ersten Fahrt mit Ziel New York aus. Wegen ihrer luxuriöser Innenausstattung war die Kaiserin bei den Nordatlantik-Reisenden schnell sehr populär. 
Anfang November 1910 wurde von der Kaiserin Auguste Viktoria aus zum ersten Mal der Versuch unternommen, ein Flugzeug von einem Schiff aus zu starten. Von einer auf dem Bug des Schiffes aufgebauten hölzernen Startrampe sollte 50 Seemeilen vor New York ein Flugzeug starten, mit der Absicht der beschleunigten Postbeförderung zwischen Europa und Nordamerika. Wegen ungünstiger Wetterbedingungen musste der Start unterbleiben.
Im Jahr 1914, nach acht Jahren Fahrt, musste die Kaiserin Auguste Viktoria in Hamburg aufgelegt werden, da während des Ersten Weltkriegs für das Schiff keine Verwendung gefunden werden konnte. Nach dem Krieg wurde es als Reparationsleistung im März 1919 an Großbritannien ausgeliefert. Zunächst diente die Kaiserin Auguste Viktoria dem United States Shipping Board als gecharterter Truppentransporter für die Rückführung der amerikanischen Soldaten aus Europa. 1920 fuhr sie für die Cunard Line als Passagierschiff zwischen Liverpool und New York.
Am 13. Mai 1921 wurde sie an die Canadian Pacific Railways Company verkauft und in Empress of Scotland umbenannt. Dazu wurde sie auf der Stettiner Vulcanwerft überholt und auf Ölfeuerung umgestellt. Gleichzeitig wurde die Tonnage um 500 Tonnen erhöht und die Fahrgastkapazität um etwa 1000 verringert. Am 22. Januar 1922 fuhr sie von Southampton nach New York, wo sie für eine Kreuzfahrt ins Mittelmeer gechartert wurde. Nach ihrer Rückkehr wurde das Schiff auf der Route Southampton–Cherbourg–Québec eingesetzt, die bald um das Ziel Hamburg erweitert wurde. In Hamburg kam es 1923 zu einer Kollision mit dem Dampfschiff Bonus, die an der Empress of Scotland leichte Reparaturen erforderte.
Zum Ende der 1920er Jahre wurde der Betrieb des Schiffes trotz der Einführung einer Touristenklasse zunehmend unwirtschaftlich. Schließlich verkaufte die Reederei es am 2. Dezember 1930 an Hughes, Bolckow & Co. in Blyth zum Abbruch. Zuvor erfolgte eine Besichtigung, um die Inneneinrichtung gesondert verkaufen zu können. Am 10. Dezember kam es an Bord zu einem Brand, der sich vom Heck her ausbreitete. Löschversuche von mehr als 100 Feuerwehrleuten scheiterten. Da die Empress of Scotland nicht mehr in den River Blyth geschleppt werden konnte, wurde sie am Liegeplatz versenkt. Die Reste des Schiffes wurden im Lauf des folgenden Jahres gehoben. Beim Versuch, sie in ein Dock zu schleppen, zerbrach der Schiffsrumpf. Die Abbrucharbeiten endeten im Oktober 1931.

## Technik
Die Kaiserin Auguste Viktoria wurde von zwei Vierfach-Expansionsmaschinen mit einer Gesamtleistung von 12.880 kW angetrieben, die auf zwei vierflügelige Propeller mit je 6,7 Meter Durchmesser arbeiteten. Zur Dampferzeugung gehörten neun Kessel mit zusammen 51 Feuern.